# معركة مينغتياو
معركة مينغتياو هي معركة أسطورية بين سلالة شيا و‌سلالة شانغ، والتي أدت إلى انتصار شانغ والتي جعلت الظروف سانحة لصعود زعيم شانغ على عرش الصين.